# Happelsandbach
Der Happelsandbach ist ein rechter Zufluss der Streu im Landkreis Aschaffenburg im bayerischen Spessart.

## Geographie

### Verlauf
Der Happelsandbach entspringt nördlich der St 2305 zwischen Alzenau und Michelbach. Er fließt in südöstliche Richtung zur alten Streumühle. Dort mündet er in die Streu.
Im Sommer führt der Happelsandbach kein Wasser.

### Flusssystem Kahl
- Liste der Fließgewässer im Flusssystem Kahl

## Einzelnachweise

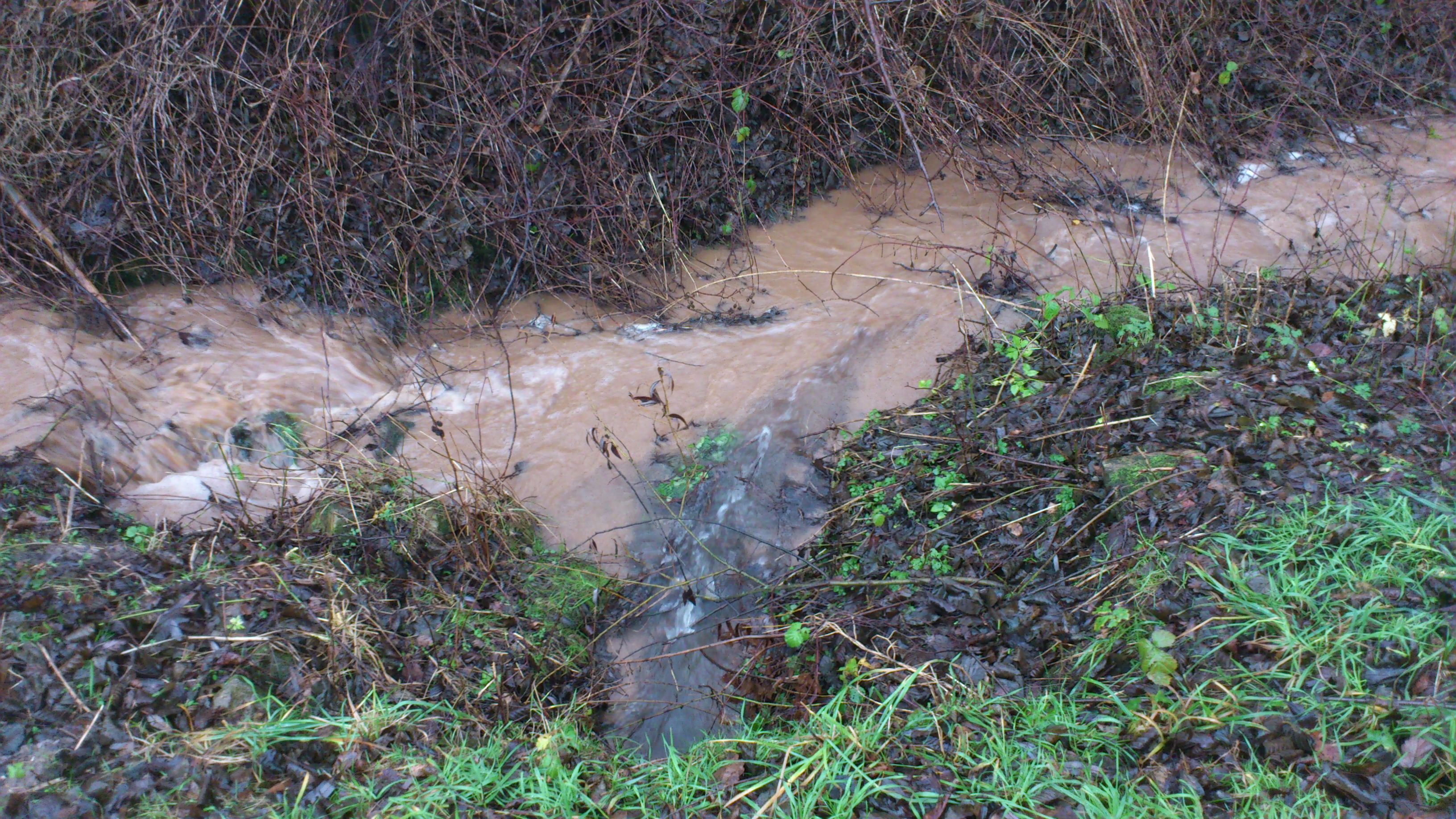
Der Happelsandbach (vorne) mündet in die (nach Starkregen braun verfärbte) Streu